# 住吉自然公園
住吉自然公園（すみよししぜんこうえん）は、熊本県宇土市住吉にある自然公園である。様々な種類のアジサイがある。
この公園は有明海（島原湾）に面している。

## 園内の施設
- 住吉神社 (宇土市)
- 住吉灯台 (熊本県)
- ドゥルー女史記念碑

## 周辺の島
- 風流島（たはれ島 / たばこ島）

## ギャラリー

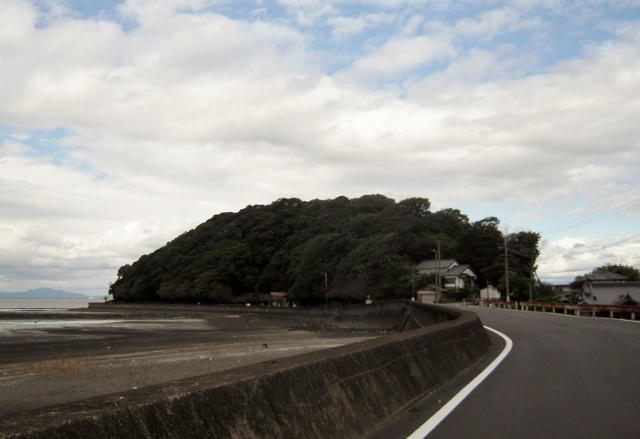
住吉自然公園 全景
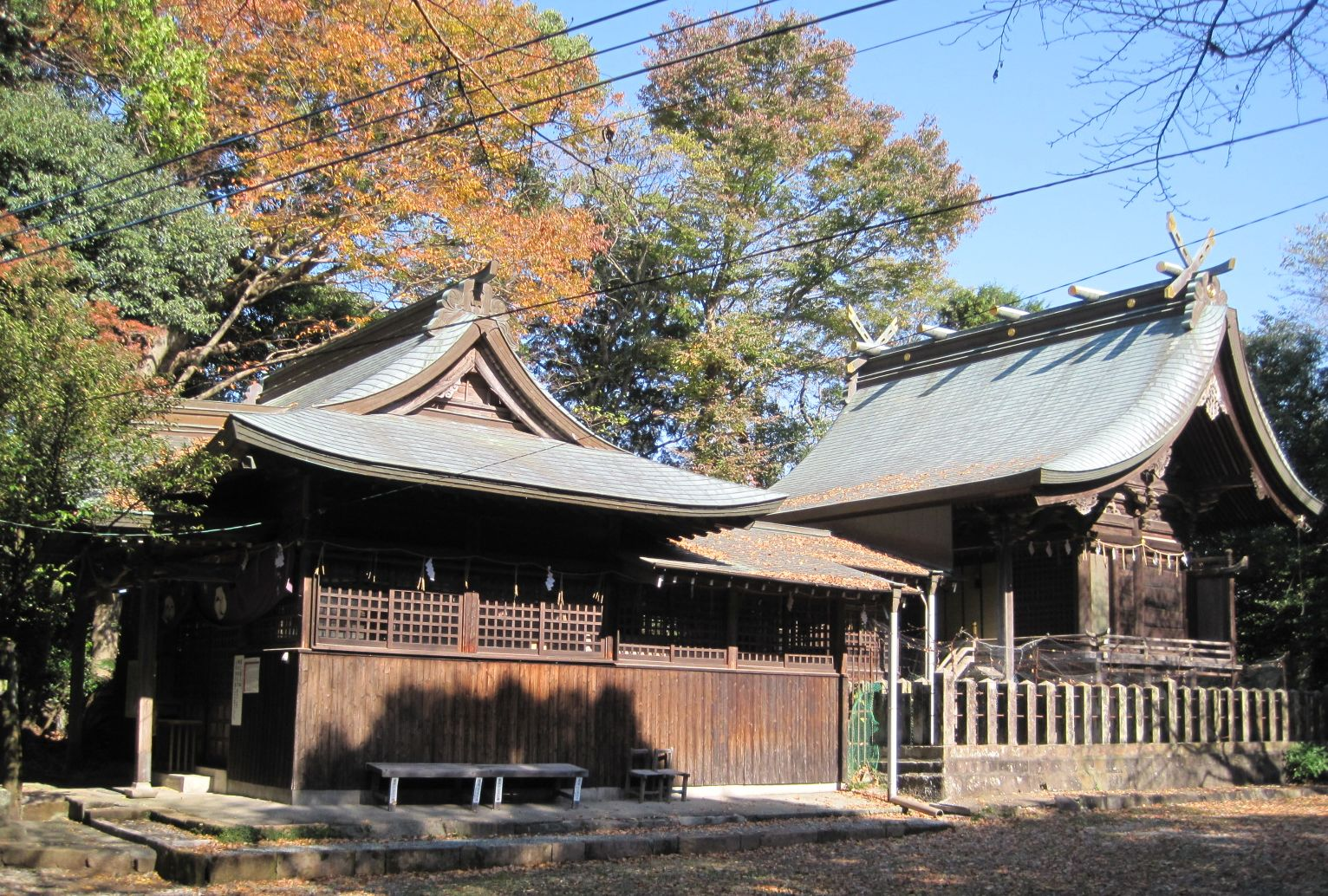
住吉神社
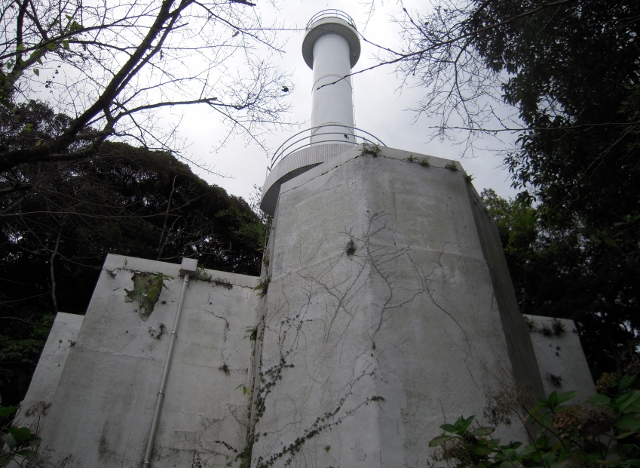
住吉灯台
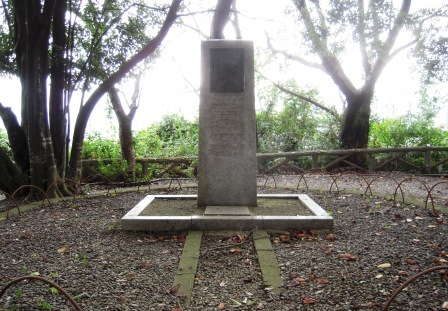
ドゥルー女史 記念碑
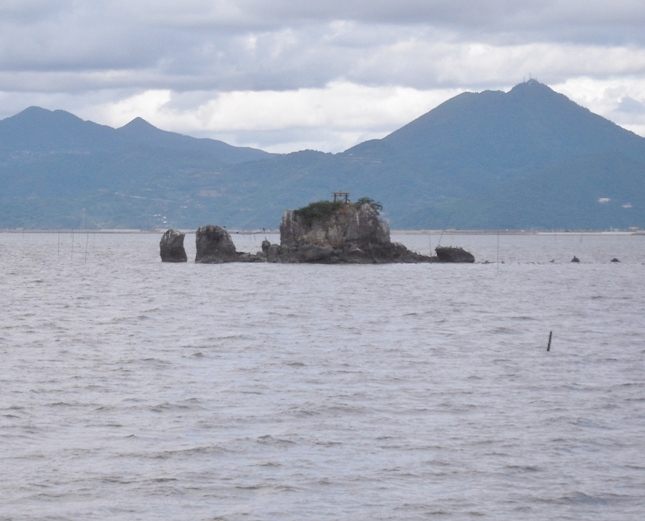
風流島

## 周辺の交通
- JR九州三角線 住吉駅より徒歩15分（1.2㎞）
- JR九州鹿児島本線宇土駅から九州産交バス三角ゆきに乗車し「住吉宮の前」下車、徒歩約5分（420m）
- 九州自動車道松橋インターチェンジから15㎞。付近を国道57号が通過している。